# Szyrwański Park Narodowy
Szyrwański Park Narodowy (azer. Şirvan Milli Parkı) — park narodowy w Azerbejdżanie, o powierzchni 65 589 ha. Obejmuje półpustynne krajobrazy śródlądzia i fragment wybrzeża Morza Kaspijskiego. Do najciekawszych elementów fauny należy populacja gazeli dżejran. W parku znajduje się Jezioro Flamingów, zamieszkane przez populację flaminga różowego. Roślinność ma charakter półpustynno-słonoroślowy.